# マリア・アンナ・ヨーゼファ・フォン・エスターライヒ (1654-1689)
マリア・アンナ・ヨーゼファ・フォン・エスターライヒ（Maria Anna Josepha von Österreich, 1654年12月30日 - 1689年4月14日）は、プファルツ選帝侯ヨハン・ヴィルヘルムの最初の妃。

## 生涯
神聖ローマ皇帝フェルディナント3世と3人目の皇后エレオノーラ・マグダレナ・ゴンザーガの間に生まれた。フェルディナントにとっては三女にあたり、同母姉にポーランド王妃、のちロレーヌ公妃となったエレオノーレ・マリアがいる。
1678年、プファルツ選帝侯の世子ヨハン・ヴィルヘルムと結婚した。2度男児を出産したがいずれも夭折した。夫が選帝侯位に就く前年である1689年に死去した。